# Dušan Lenci
Dušan Lenci (18. května 1941, Banská Bystrica – 30. září 2012, Nitra) byl slovenský herec.

## Životopis
V roce 1963 absolvoval studium herectví na Vysoké škole múzických umění v Bratislavě. V letech 1963 a 1964 byl členem krajského divadla v Trnavě, následně se na osm let stal členem činohry Divadla J. G. Tajovského ve Zvolenu. Od roku 1971 se stala jeho domovskou scénou prkna Divadla Andreje Bagara v Nitře. Ztvárňoval zejména postavy sympatických, důvěryhodných a čestných mužů, zjemněných rysy plachosti. V 80. letech se Lenciho herecký repertoár obohatil o žánrově i charakterově pestrou galerii mocnářských postav.
Lenci se nevyhýbal ani divadelním experimentům, práci na projektech nových dramat či uvádění současných dramatických novinek. Ať už to byla postava Otce v dramatu Tvár v ohni, nebo jeho výkon v taneční fantazii Svätenie jari, tajemný Gerdmann a Jerg v Bezkyslíkovcoch, dvojpostava Herseho a Martina Luthera ve Verejnom nepriateľovi.

## Filmografie
- 1963: Začit znova (Michal)
- 1971: Zlozor (Jakub)
- 1984: Keď jubilant plače
- 1991: Rošáda (Hegerer)
- 1992: Lepší je být bohatý a zdravý než chudý a nemocný
- 1994: Na krásnom modrom Dunaji (barman)
- 2000: Zpráva o putování studentů Petra a Jakuba
- 2011: Kriminálka Staré Město
- 2011: Keby bolo keby